# Ludwig Neureuther
Ludwig Neureuther (* 13. August 1774 in Jägersburg bei Homburg (Rheinkreis, heute Saarland); † 25. April 1832 in Bamberg) war ein deutscher Maler, Lithograph und Radierer.

## Leben

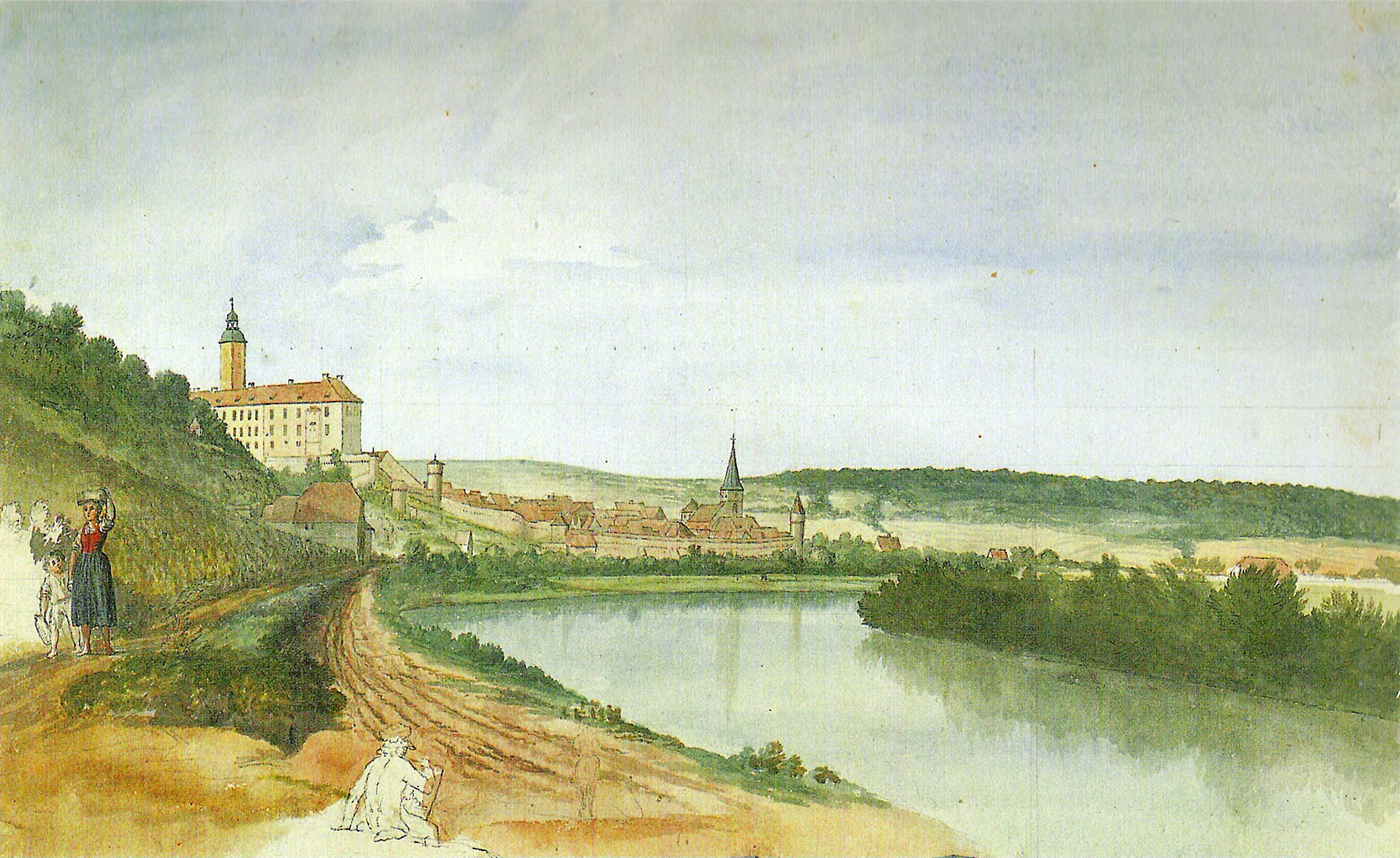
Ludwig Neureuther: Gundelsheim mit Schloss Horneck

Ludwig Neureuther wurde in Jägersburg als Sohn des in herzoglichen Diensten stehenden Postillons Christoph Neureuther und dessen Frau Katharina (geb. Jost) geboren. Das heute nicht mehr bestehende Jagdschloss Jägersburg, das von Herzog Christian IV. aus der wittelsbachischen Linie Pfalz-Zweibrücken erbaut worden war, bestimmte das Leben des kleinen Ortes. Herzog Karl II. August von Pfalz-Zweibrücken wurde auf die zeichnerische Begabung des Jungen aufmerksam. Nach dem Verlust beider Elternteile nahm ihn der Fürst im Alter von elf Jahren an seinen Hof und ließ ihm von dem Blumenmaler Christian Friedrich Wirth den ersten Unterricht erteilen. Später kam er nach Zweibrücken und wurde von dem Hofmaler Johann Christian von Mannlich unterrichtet.
In den Jahren 1791 bis 1793 war Neureuther fest bei Hofe angestellt. In den wirren Zeiten der Revolutionskriege folgte er seinem Förderer Herzog Karl II. August von Pfalz-Zweibrücken ins Exil nach Mannheim. An der dortigen Akademie setzte er 1793 sein Studium der Kunst fort. Während der Besetzung Mannheims durch die französische Revolutionsarmee rettete er unter Lebensgefahr gemeinsam mit seinem Freund und Studienkollegen, Peter Ferdinand Deurer, die Werke der Gemäldegalerie des Hauses Zweibrücken. Nach dem Tod des Herzogs im Jahre 1795 übernahm dessen jüngerer Bruder Maximilian I. Joseph dessen Erbe, der ab 1799 nach dem Tod des Kurfürsten Karl Theodor auch bayerischer Kurfürst, ab 1806 bayerischer König wurde. Mit der Thronübernahme kam Neureuther als dessen Hofmaler 1799 nach München und bildete sich mit der Unterstützung von Johann Christian von Mannlich als Landschaftsmaler weiter.
1801 bis 1806 hielt Neureuther auf Initiative Joseph von Hazzis für dessen „Statistische Aufschlüsse ueber das Herzogthum Baiern“ detailreich die unterschiedlichen Alltagsbekleidungen in verschiedenen Landstrichen Bayerns fest. Durch diese Aquarellzeichnungen wurde das damalige „Gwand“ der Landbevölkerung der Nachwelt überliefert. Neureuthers Werk bildet eine wichtige Grundlage für die Volkskunde und Trachtenforschung.
1806 bis 1808 erfolgte mit einem Stipendium König Max Josephs eine Bildungsreise nach Italien, die ihn bis nach Rom führte. Nach seiner Rückkehr erkrankte er wohl an Tuberkulose und war danach gehindert, seine Kunst weiterhin in größerem Umfang auszuüben.
1813 übersiedelte Neureuther nach Bamberg. Dort übte er neben seiner Tätigkeit als Maler und Zeichenlehrer am dortigen Gymnasium auch zeitweise das Amt eines Konservators für die Gemäldegalerie in der Neuen Residenz aus.

## Nachkommen
Er ist der Vater des Malers Eugen Napoleon Neureuther (1806–1882) und des in den Adelsstand erhobenen Architekten Gottfried von Neureuther (1811–1887).
Sein Ururenkel ist der ehemalige Skirennfahrer Christian Neureuther (* 1949). Dessen Kinder wiederum sind Ameli Neureuther (* 1981) und Felix Neureuther (* 1984).

## Ausstellungen
- Volkstracht und Landschaft in Altbayern, Ausstellungskatalog Staatliche Graphische Sammlung München, bearbeitet von Gisela Scheffler und Paul Ernst Rattelmüller, München 1991
- Die Malerei am Pfalz-Zweibrücker Hof im 18. Jahrhundert

Katalog der Ausstellungen in Homburg und Zweibrücken,
Bearbeitet von Dr. Charlotte Glück-Christmann und Prof. Dr. Klaus Kell
Hrsg.: Römermuseum Homburg-Schwarzenacker und Stadtmuseum Zweibrücken, 2006